# Kanonenofen

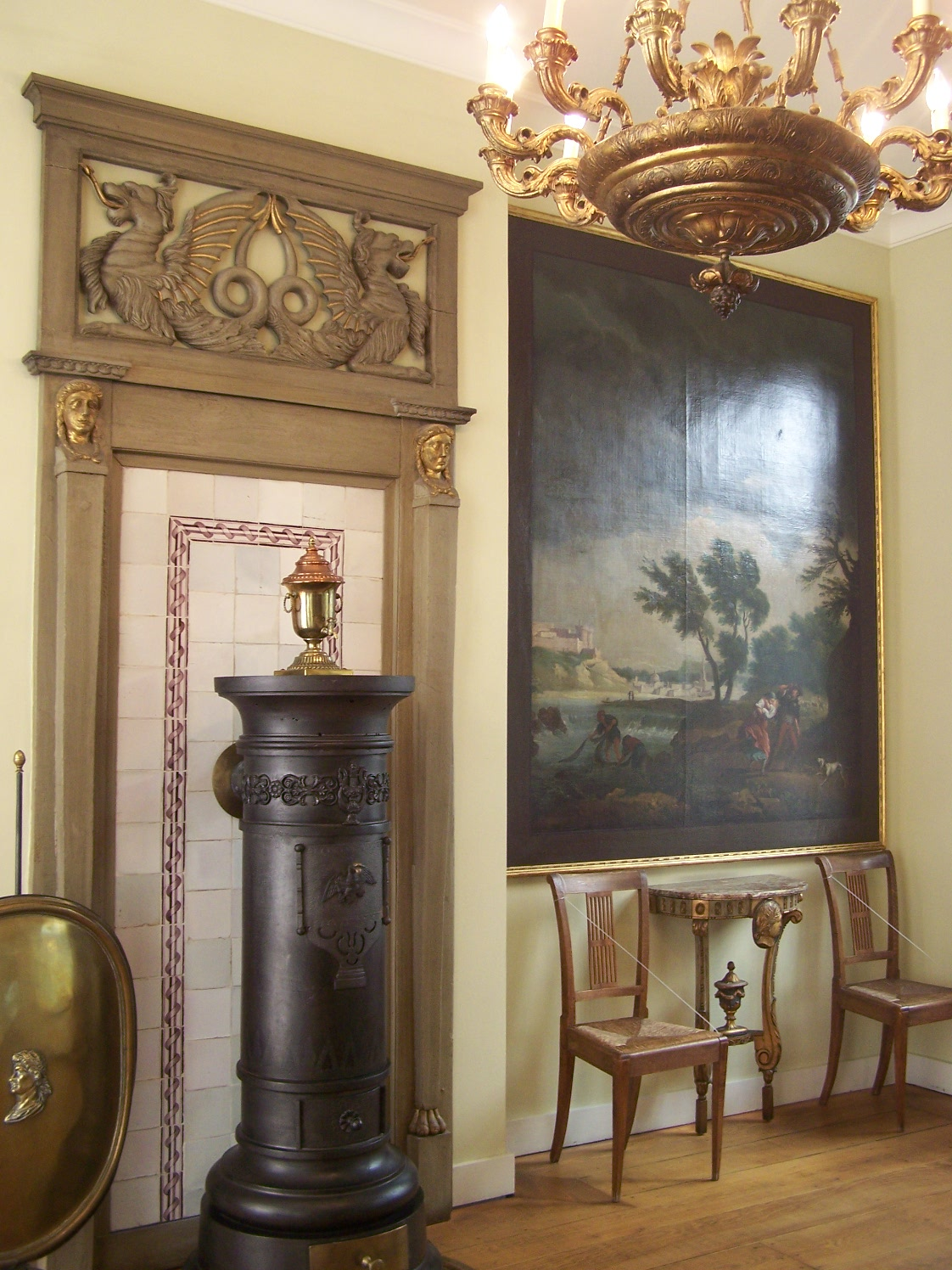
Dekorativer Kanonenofen im Couven-Museum in Aachen

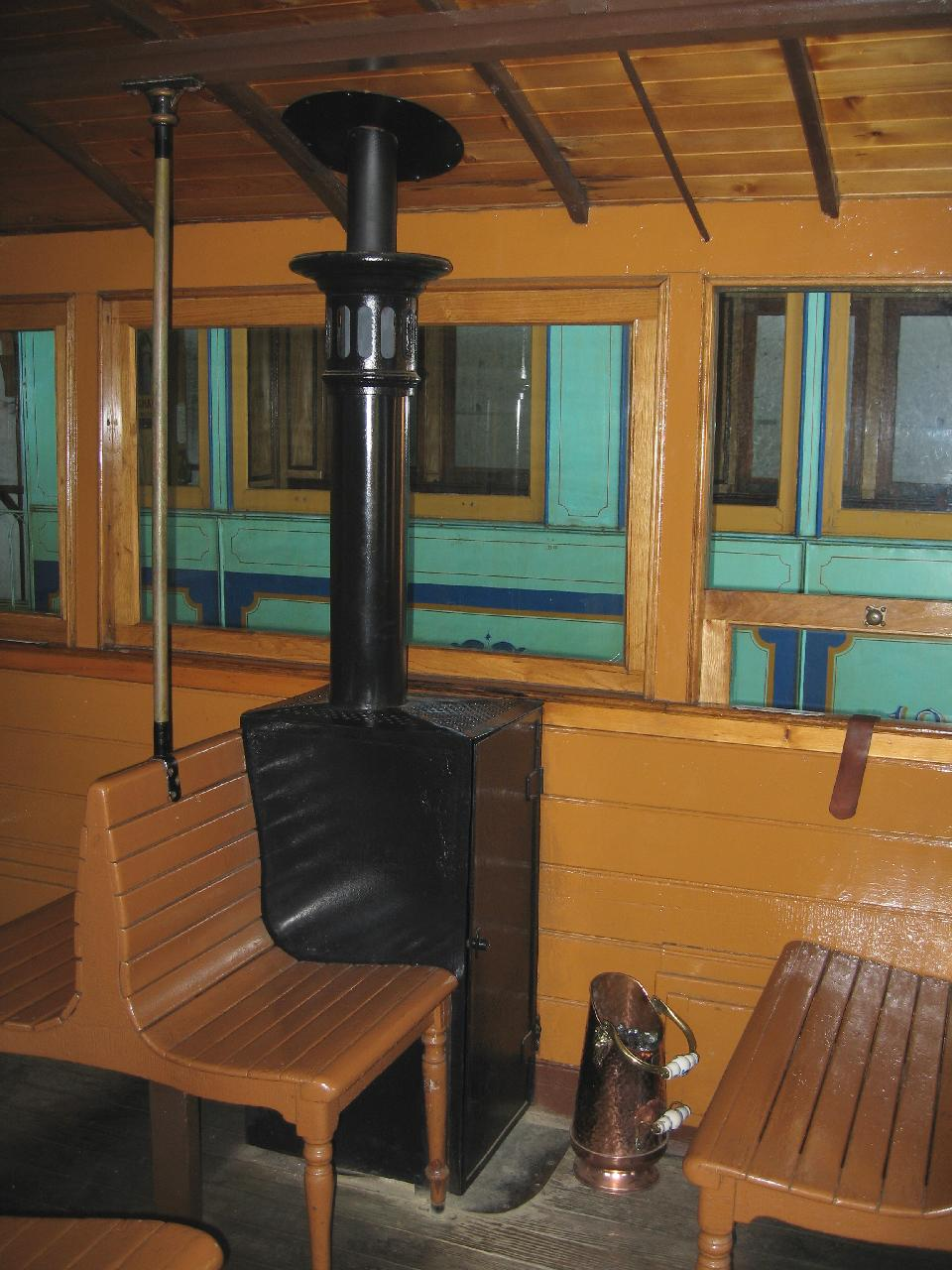
Verkleideter Kanonenofen als Heizung im Personenwagen C^{4} 171 der Süddeutschen Eisenbahn-Gesellschaft, hier 2011 bei der Museumsbahn Blonay–Chamby

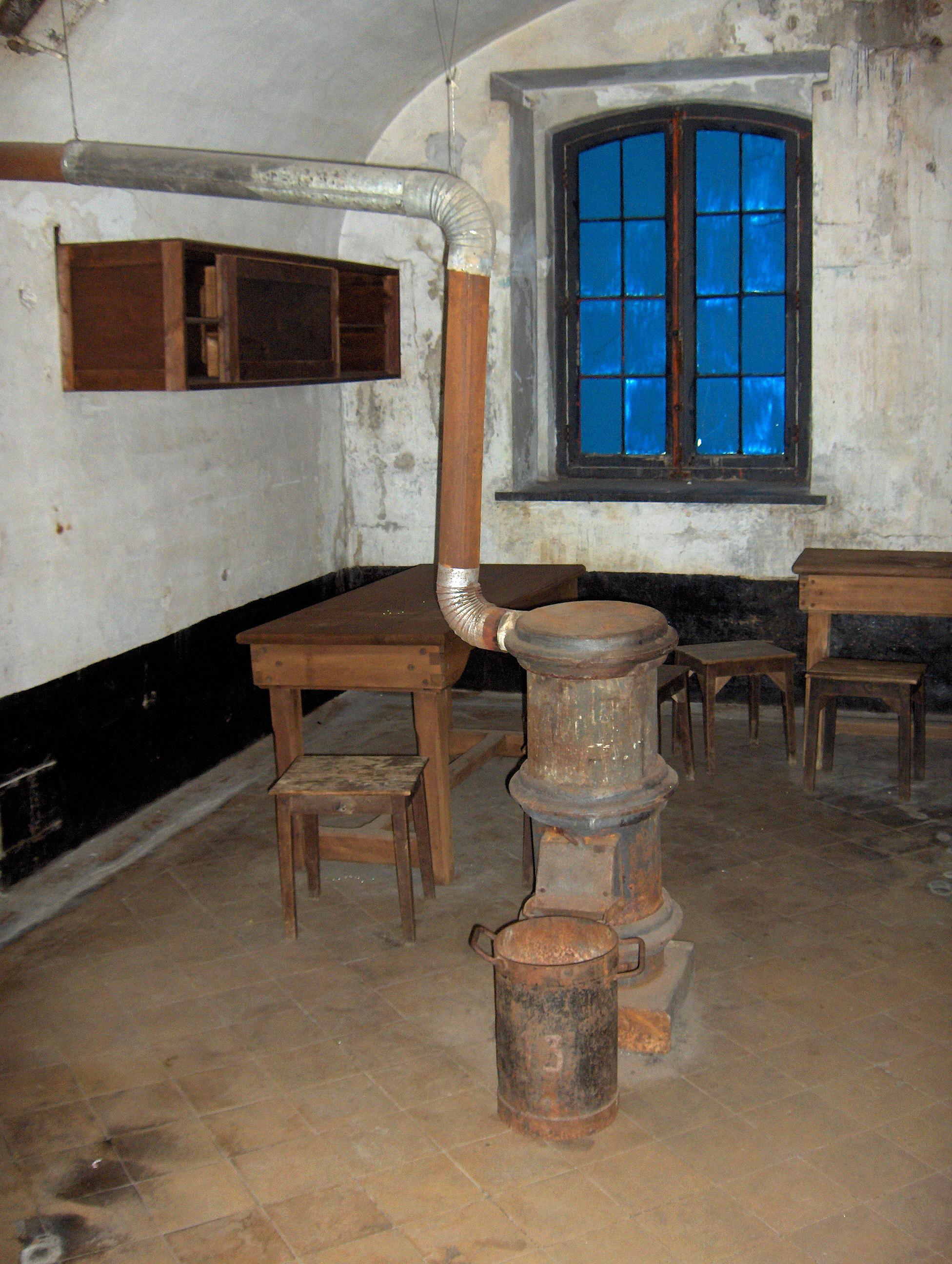
Kanonenofen in einem ehemaligen Gefängnis in Belgien

Ein Kanonenofen ist ein kleiner gusseiserner zylinderförmiger Ofen. Der Abzug für das Rauchgas ist meist seitlich am oberen Teil, seltener senkrecht angebracht. Aufgrund der Konstruktion sind solche Öfen meist für die Verfeuerung von Kohle ausgelegt, es können aber auch andere feste Stoffe wie Holz oder Torf verbrannt werden. In diesem Zylinder befindet sich der Feuerungsraum für die Kohle mit dem Ascherost und dem darunter befindlichen Aschekasten, die während des Brennvorgangs mit entsprechenden Türen verschlossen werden.

## Geschichte
Ähnliche gusseiserne Öfen von größerem Ausmaß gab es bereits im 18. Jahrhundert. Namensgebend waren die zylindrische Form und die daraus resultierende Ähnlichkeit mit Kanonen. Besonders stark verbreitet waren diese Öfen in Mitteleuropa seit der zweiten Hälfte des 19. Jahrhunderts. Die Heizleistung reichte meist nur für ein einzelnes Zimmer aus, entsprechend wurden unterschiedliche Größen angeboten. Neben seiner Funktion als Wärmequelle diente der Kanonenofen auch als dekoratives Element. So entstanden im Laufe der Zeit abgewandelte Formen dieses Ofens, die fälschlicherweise auch als Kanonenofen bezeichnet werden.
Anordnungen unter Pfalzgraf Karl IV. aus dem Jahr 1772 dienten auch der Verhütung eines Brandes im Zusammenhang mit häuslichen Feuerstätten. Nach gleichzeitigen Bauvorschriften durften keine Holzschornsteine mehr errichtet und keine hölzernen Schläuche mehr eingebaut werden, die den Rauch der Feuerstätte zum Kamin zu leiten hatten, wie es auch untersagt wurde, Ofenrohre zum Fenster hinauszuführen.

## Umweltschutz
Aufgrund der inzwischen in vielen Ländern Europas geltenden strengeren Regelungen für die Luftreinhaltung, wie z. B. in Deutschland die Verordnung über kleine und mittlere Feuerungsanlagen, sind solche Öfen in der Regel nicht mehr zulässig und daher auf dem Markt kaum noch zu finden. Alte Kanonenöfen dürfen daher in der Regel nicht mehr benutzt werden; dies ist aber ohnehin nicht sinnvoll, da sie wegen ihrer geringen Größe zur Beheizung heutiger Wohnräume in der Regel nicht ausreichen. Auch die Gefahr von Bränden oder austretenden giftigen Rauchgasen bei beschädigten oder nicht ordnungsgemäß gewarteten Exemplaren ist nicht zu unterschätzen.